# أنس تراوري
أنس محمد تراوري (24 فبراير 2000) هو لاعب كرة قدم مالي من مواليد السعودية، يجيد اللعب في خط الدفاع في.

## مسيرة اللاعب
مثل سابقاً نادي الوحدة في الفئات السنية و نادي الفيحاء.